# Margaret Clifford

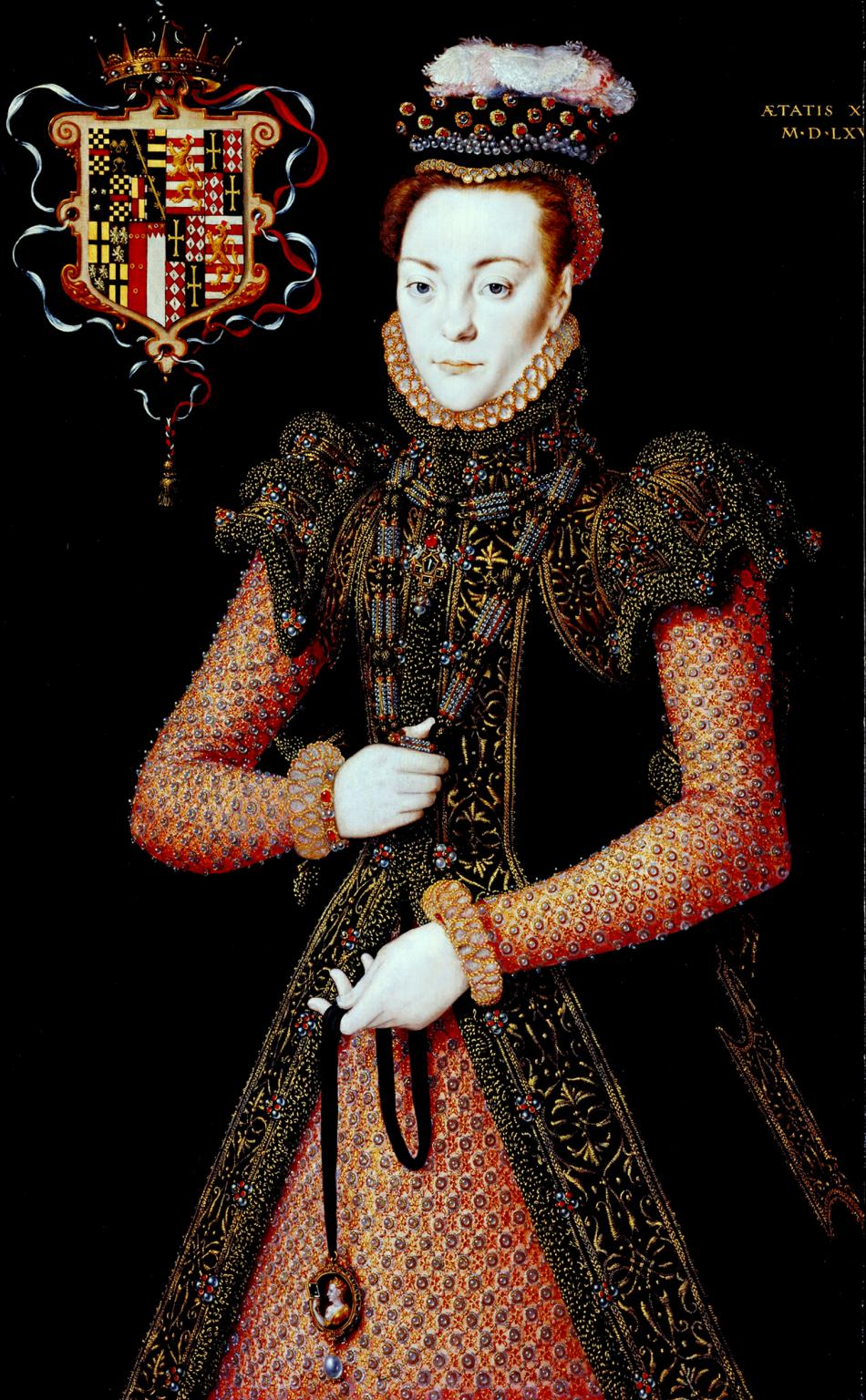
Portret van een onbekende vrouw door Hans Eworth. Verondersteld wordt dat deze dame Margaret Clifford is.

Margaret Clifford, gravin van Derby (circa 1540 - 28 september 1596) was een Engelse edelvrouw.

## Levensloop
Margaret was een dochter van Henry Clifford, graaf van Cumberland, uit diens huwelijk met Eleanor Brandon, dochter van Charles Brandon, hertog van Suffolk, en Maria Tudor, dochter van koning Hendrik VII van Engeland.
Als gevolg van het testament van koning Hendrik VIII stond Margaret in de lijn van Engelse troonopvolging. Na de dood van haar moeder in 1547 stond ze op de zevende plaats. Tijdens het bewind van koningin Elizabeth I steeg ze al snel naar de eerste plaats: haar nichten Jane en Mary Grey stierven zonder nageslacht, hun zus Catherine Grey had bij haar dood weliswaar twee kinderen, maar omdat ze zonder toestemming van de koningin was getrouwd, werden zij als onwettig beschouwd.
In 1552 suggereerde John Dudley, hertog van Northumberland, een huwelijk tussen zijn zoon Guilford en Margaret, hetgeen gesteund werd door koning Eduard VI, maar op de tegenstand van haar vader stuitte. In juni 1553 rapporteerde Jan Scheyfve, ambassadeur van keizer Karel V in Engeland, dat Margaret zou gaan trouwen met Northumberlands broer Andrew Dudley, een huwelijk dat niet zou doorgaan omdat de Dudleys na de troonsbestijging van koningin Maria I in juli 1553 werden gevangengezet. Op 4 februari 1555 huwde Margaret uiteindelijk met Henry Stanley (1531-1593), graaf van Derby. Het was een stormachtige relatie; volgens Margaret waren er verschillende breuken en verzoeningen en uiteindelijk liet haar echtgenoot haar een enorme schuldenberg na. Ze kregen vier kinderen:
- Edward, jong gestorven
- Ferdinando (1559-1594), graaf van Derby
- William (1561-1642), graaf van Derby
- Francis (1562), jong gestorven

In 1579 vernam Margaret dat Elizabeth I mogelijk zou trouwen met hertog Frans van Anjou, zoon van koning Hendrik II van Frankrijk. Ze verzette zich tegen het huwelijk uit vrees dat het haar positie als troonsopvolgster bedreigde. Vervolgens werd Margaret beschuldigd van het gebruik van tovenarij om de dood van Elizabeth te voorspellen en dat ze van plan was om de koningin te vergiftigen, waarna ze onder huisarrest werd geplaatst. Zelfs het voorspellen van de dood van een staatshoofd was in die tijd strafbaar. Margaret schreef een brief aan Elizabeths secretaris Francis Walsingham waarin ze haar onschuld uitschreeuwde en ze beweerde dat de beschuldigde tovenaar, William Randall, in feite haar arts was die bij haar verbleef omdat ze ziek was. Randall werd geëxecuteerd. Tegen Margaret werden er geen bewijzen gevonden, maar niettemin werd ze voor de rest van haar leven verbannen van het hof.
Margaret stierf in september 1596 zonder de koninklijke gunst te hebben herwonnen. Haar oudste zoon Ferdinando was reeds overleden, waardoor haar aanspraken op de Britse troon geërfd werden door Ferdinando's dochter Anne Stanley. Elizabeth werd na haar dood in 1603 evenwel opgevolgd door koning Jacobus VI van Schotland, haar dichtst verwante familielid.